# Сапогівка
Сапогівка (рос. Сапоговка) — річка в Україні, у Романівському районі Житомирської області, ліва притока річки Руди, (басейн Прип'яті).

## Опис
Довжина річки 10 км. Висота витоку річки над рівнем моря — 255 м; висота гирла над рівнем моря — 243 м;  падіння річки — 12 м; похил річки — 1,2 м/км, найкоротша відстань між витоком і гирлом — 9,04 км, коефіцієнт звивистості річки — 1,11. Площа басейну 15,8 км². Річка формується 2 безіменними струмками.

## Розташування
Бере початок на північній околиці села Печанівка. Спочатку тече на південний захід, а потім на північний захід. У селищі Миропіль впадає у річку Руда, притоку Случі.

## Риби Сапогівки
У річці водиться карась звичайний, окунь, пічкур, щука звичайна, та плітка звичайна.